# Colin David Campbell
Colin David Campbell (* 22. September 1941 in Dunedin) ist ein neuseeländischer Geistlicher und emeritierter römisch-katholischer Bischof von Dunedin.

## Leben
Der Bischof von Dunedin, John Patrick Kavanagh, spendete ihm am 27. Juni 1966 die Priesterweihe für das Bistum Dunedin.
Papst Johannes Paul II. ernannte ihn am 29. April 2004 zum Bischof von Dunedin. Die Bischofsweihe spendete ihm der Altbischof von Dunedin, Leonard Anthony Boyle, am 9. Juli desselben Jahres; Mitkonsekratoren waren Patrick James Dunn, Bischof von Auckland, und John Atcherley Dew, Erzbischof von Wellington und Militärbischof von Neuseeland.
Papst Franziskus nahm am 22. Februar 2018 seinen altersbedingten Rücktritt an.